# Solidarity Trial
Solidarity Trial er et multinationalt klinisk fase III-IV-forsøg organiseret af Verdenssundhedsorganisationen WHO og partnere der skal sammenligne behandlinger og vacciner for patienter med sygdommen COVID-19 forårsaget af SARS-CoV-2 under Coronaviruspandemien i 2019-2020. De blev annonceret den 18. marts 2020.
Forsøgene for behandlinger kaldes Solidarity Therapeutics Trial ('Solidarity clinical trial for COVID-19 treatments'). En opdatering med midlertidige resultater (interim results) fra WHO 15. oktober 2020 "... appeared to have little or no effect ..." 
Forsøgene for vacciner kaldes Solidarity Vaccine Trial ('Solidarity trial for coronavirus vaccines').
Maj 2020 annoncerede WHO en international koalition til samtidig udvikling af flere kandidatvacciner til forebyggelse af COVID-19. I Danmark begyndte man 27. december 2020 vaccination med vaccine fra en af disse kandidater.